# مغارة زيتا
مغارة زيتا أو مغارة القصير هي مغارة طبيعية في سوريا، في منطقة القصير، جنوب غرب محافظة حمص.

## موقع المغارة
تقع في قرية زيتا، التي تبعد عن بلدة القصير حوالي 13 كم إلى الغرب، بجوار سد زيتا.

## تاريخ المغارة
يُقدر البعض تاريخ المغارة إلى حوالي مئة مليون سنة، وبذلك تعتبر أقدم مغارة في حوض المتوسط.

### اكتشافها
عُثر عليها بتاريخ 22/8/1995 أثناء قيام بعض عمال البناء بتفجير الصخور في موضع كان مهيأ لتشييد سد زيتا.

## وصف المغارة
مدخلها الرئيسي الذي نجم عن التفجير وهو بعرض حوالي 10 أمتار وارتفاع أكثر من مترين، الجزء المُنار بالضوء الطبيعي من المغارة مغطى بركام صخري ناجم عن التفجير، ثم قاعة رئيسية يصل امتدادها إلى 100 متر وعرضها 25 متر، أما ارتفاعها 15 متراً، تنتشر فيها مجموعة من الصواعد المنتظمة جنباً إلي جنب، ثم منحدر يمر بتشكيلات صخرية على شكل شلالات بنية اللون أو بيضاء، ويقابلها من السطح عدد هائل من النوازل التي يتراوح قطر الواحدة منها بين قلم الرصاص وجذع الشجرة الكبيرة، وكثير من الأنابيب التي يكون لبها فارغاً. وتنتشر في المغارة سراديب وكهوف صغيرة تتجه جنوباً أو شرقاً بالنسبة للقاعة الرئيسية، وتلك الكهوف ذات تهوية جيدة ودرجة الرطوبة غير كبيرة أمّا حرارتها فمعتدلة مع وجود تجمعات مائية صغيرة من المياه العذبة الصافية في بعض نقاطها.

## استثمارها سياحيا
اضطرت دائرة الآثار أن تغلق المغارة بسبب اختباء المهربين فيها وذلك لكون منطقة القصير حدودية مع لبنان أي تكثر فيها عمليات التهريب، إضافةً إلى أنّ العديد من سكان «القصير» ساهموا بتخريب المغارة لاقتطاعهم أجزاء من الصواعد والنوازل فيها لأخذها إلى البيوت كنوع من الزينة.